# Don’t Bore Us, Get to the Chorus!
Don’t Bore Us, Get to the Chorus! – płyta szwedzkiego duetu Roxette wydana 30 października 1995 – składanka największych przebojów z 4 nowymi piosenkami. W Polsce album ten sprzedał się w ponad 100 tys. nakładzie, co przy obecnych kryteriach oznacza, iż jest platynową płytą. Album wydany został również w wersji VHS nakładem Picture Music International (licencja EMI Svenska AB) pt. Don’t Bore Us, Get to the Chorus! – Roxette’s Greatest Video Hits. W 2000 roku została wydana amerykańska wersja płyty ze zmienioną okładką i z trzema innymi piosenkami „Church of Your Heart”, „Wish I Could Fly” i „Stars”. Jest to najlepiej sprzedająca się kompilacja zespołu. Nakład wyniósł 6 milionów egzemplarzy.

## Lista utworów
1. June Afternoon – 4:14
2. You Don’t Understand Me (Gessle & Desmond Child) – 4:29
3. The Look – 3:57
4. Dressed for Success (US single mix) – 4:13
5. Listen to Your Heart (Swedish single edit) – 5:15
6. Dangerous (Single version) – 3:48
7. It Must Have Been Love (Pretty Woman soundtrack) – 4:19
8. Joyride (Single edit) – 4:00
9. Fading Like a Flower (Every Time You Leave) – 3:53
10. The Big L. – 4:29
11. Spending My Time – 4:38
12. How Do You Do! – 3:12
13. Almost Unreal (From the Super Mario Bros. soundtrack) – 4:00
14. Sleeping in My Car (Single edit) – 3:33
15. Crash! Boom! Bang! (Single edit) – 4:26
16. Vulnerable (Single edit) – 4:29
17. She Doesn’t Live Here Anymore – 4:05
18. I Don’t Want to Get Hurt – 4:19

Wersja amerykańska
1. Wish I Could Fly – 4:43
2. Stars – 3:57
3. The Look – 3:57
4. Dressed for Success (US single mix) – 4:13
5. Listen to Your Heart (Swedish single edit) – 5:15
6. Dangerous (Single version) – 3:48
7. It Must Have Been Love (Pretty Woman soundtrack) – 4:19
8. Joyride (Single edit) – 4:00
9. Fading Like a Flower (Every Time You Leave) – 3:53
10. Spending My Time – 4:38
11. Church of Your Heart – 3:18
12. How Do You Do! – 3:12
13. Almost Unreal (From the Super Mario Bros. soundtrack) – 4:00
14. Sleeping in My Car (Single edit) – 3:33
15. Crash! Boom! Bang! (Single edit) – 4:26
16. You Don’t Understand Me – 4:29